# یواس‌اس کولهن (دی‌دی-۸۵)
یواس‌اس کولهن (دی‌دی-۸۵) (به انگلیسی: USS Colhoun (DD-85)) یک کشتی بود که طول آن ۹۶٫۱۴ متر (۳۱۵٫۴ فوت) بود. این کشتی در سال ۱۹۱۸ ساخته شد.